# Kalmückien
Koordinaten: 46° 30′ N, 44° 45′ O
Kalmückien, auch Kalmükien und Kalmykien, (russisch Калмыкия; kalmückisch Хальмг Таңһч Chalʹmg Tangghtsch) ist seit 1992 eine autonome Republik im südlichen Teil des europäischen Russlands.
Kalmückien ist die einzige Region in Europa, in der der Buddhismus die vorherrschende Religion ist. Dies symbolisiert auch die Flagge Kalmückiens.

## Geographie und Klima

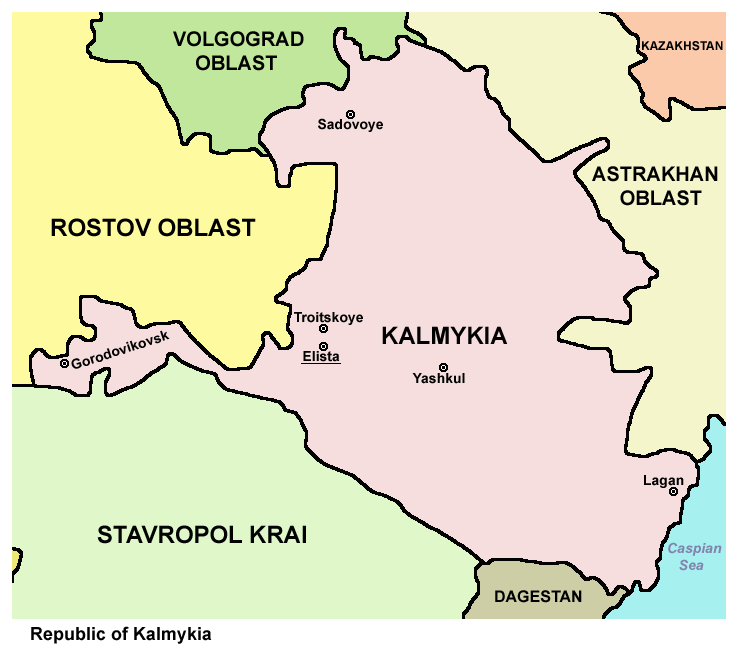

Kalmückien liegt an der Nordwestküste des Kaspischen Meeres und besteht hauptsächlich aus Steppe. Im Süden liegt die Manytschniederung. Infolge schlecht geplanter und durchgeführter Bewässerungsprojekte ist Kalmückien seit den 1960er Jahren stark von Wüstenbildung (Desertifikation) betroffen. Mittlerweile wird in Bezug auf die Republik von der „ersten Wüste Europas“ gesprochen.
Das Klima ist kontinental – der Sommer ist heiß und trocken, der Winter ist schneearm, manchmal sehr frostig. Diese klimatischen Eigenschaften verschärfen sich von West nach Ost.

## Geschichte
Die Kalmücken sind heute das einzige buddhistische und das einzige mongolischsprachige Volk innerhalb der geografischen Grenzen Europas. Sie wanderten zu Beginn des 17. Jahrhunderts als nomadisches Reitervolk westmongolischer (oiratischer) Sprache aus der Region südlich des Altai in die Region der unteren Wolga ein und verdrängten dabei die muslimischen, turksprachigen Vorbewohner, die nomadischen Nogaier nach Westen und Südwesten. Die Bezeichnung Kalmücken geht auf eine turksprachige Fremdbezeichnung zurück, die ins Russische, zuletzt ins Kalmückische selbst übernommen wurde. Sie selbst bezeichneten sich ursprünglich als Oiraten (oiratisch: Öörd). Die Kalmücken sind mehrheitlich Nachkommen der Torguten, des westlichsten der vier großen Oiraten-Stämme, die Anfang 17. Jahrhundert an der unteren Wolga ein Steppenreich bildeten, in West-Kasachstan bildeten die Dürbeten, in Ostkasachstan und Xinjiang die Chorosen (auch „Dsungaren“ genannt) und in Xinghai und Tibet die Choschuten weitere oiratische Stammesreiche. Erst kurz nach der Expansion übernahmen alle Oiratenstämme den tibetischen Buddhismus/Lamaismus der Gelugpa-Schule aus Tibet. 
Herrscher der Kalmücken und Torghuud
- Khu Urluk 1616–1643
- Daichin (ca. 1661 abgedankt) und Louzang († 1659)
- Puntsuk
- Ayuki 1669–1724
- Chakdorjab
- Donduk-Dashi 1741–1761
- Ubashi 1761–1771/5

Rivalitäten zwischen diesen vier Oiraten-Reichen, die besonders von den Dsungaren (Chorosen) ausgingen, nutzten in der zweiten Hälfte des 17. Jahrhunderts und Anfang 18. Jahrhundert muslimisch-kasachische Hodschas des Naqschbandīya-Sufi-Ordens zum kasachischen Aufstand gegen die Herrschaft der Oiraten, die die Oiraten/Kalmücken aus Kasachstan wieder vertrieben. Dadurch flüchteten auch Oiraten anderer Stämme entweder ins westliche Torguten-Khanat oder in die östlichen Gebiete des Dsungarenreiches im heute chinesischen Xinjiang, damals Dsungarei genannt, die geografisch über 2000 km voneinander getrennt lagen. Das Torguten-/Kalmücken-Khanat unterhielt zeitweilig Zweckbündnisse mit dem Russischen Kaiserreich besonders gegen die Nogaier und geriet zunehmend in Abhängigkeit von Russland. Unzufrieden mit der imperialen Ausbreitung Russlands und der Bewässerungs- und Besiedlungspolitik der Steppe, beschlossen die Kalmücken unter Ubashi Khan im Winter Anfang 1771, vollständig in die alte Heimat am Altai zurück zu flüchten, die sie unter großen Verlusten nach einigen Jahren erreichten. Der kleinere Teil der Kalmücken westlich der unteren Wolga mussten wegen Unpassierbarkeit des Flusses zurückbleiben und ihre Nomadisierungsgebiete wurden von Russland annektiert.
Zu Sowjetzeiten erhielt Kalmückien am 4. November 1920 den Status einer Autonomen Region und am 22. Oktober 1935 den einer Autonomen Republik innerhalb der Russischen Sozialistischen Föderativen Sowjetrepublik (RSFSR). Unter den Sowjets wurden die Geistlichen und Priester verfolgt, die Tempel (über 100) zerstört. Im Zuge der Zwangskollektivierung der Landwirtschaft wurden die Kalmücken, wie andere Nomadenvölker der Sowjetunion, zwangsweise vollständig sesshaft gemacht, also in Dörfern und Städten angesiedelt. Die abrupte Umstellung der Lebensweise und Ernährungsgrundlage und Unruhen und Widerstände verursachten Hungersnöte und Bevölkerungsverluste. Zwischen den Volkszählungen 1926 und 1939 stagnierte die kalmückische Bevölkerung bei rund 107.000 Menschen, im Gegensatz zum vorherigen und nach 1957 erneut einsetzenden schnellen Bevölkerungswachstum (siehe unten).
Im Deutsch-Sowjetischen Krieg wurde der größte Teil Kalmückiens im Juli 1942 von der deutschen Wehrmacht erobert und in der Folge mit Hilfe von Fürst Nikolai Tundutow unter anderem ein Kalmückisches Kavallerie-Korps mit 3000 bis 5000 freiwilligen Kalmücken aufgestellt, das auf Seite der Deutschen kämpfte. Im Dezember 1942 eroberte die Rote Armee das Gebiet zurück.
1943 wurde die Republik aufgelöst. Das gesamte Volk der Kalmücken wurde unter dem Vorwurf der Kollaboration mit den Deutschen in den asiatischen Teil der Sowjetunion deportiert, die Republikhauptstadt Elista in Stepnoi umbenannt und die Kalmücken aus der Liste der Völker der Sowjetunion entfernt. Nach der Rehabilitierung der Kalmücken wurde die Stadt wieder in Elista umbenannt; am 9. Januar 1957 wurde das Gebiet erneut Autonome Oblast und am 29. Juli 1958 wieder Autonome Republik (ASSR) innerhalb der RSFSR, und die Kalmücken kehrten nach Hause zurück. Nach Auflösung der UdSSR behielt Kalmückien den Autonomiestatus als Republik innerhalb der Russischen Föderation bei (Föderationsvertrag vom 31. März 1992 mit Russland). Präsident der Republik war von 1993 bis 2010 Kirsan Iljumschinow. Das Parlament der Republik nennt sich Volks-Chural, was auf die mongolische Tradition Kalmückiens verweist. Am 24. Oktober 2010 wurde Alexei Orlow neues Oberhaupt (Präsident) der Republik Kalmückien.

## Städte
Der bedeutendste Ort und gegenwärtig einzige Großstadt ist die Hauptstadt Elista mit (Volkszählung 2021) 102.583 Einwohnern. Orte mit Stadtstatus sind Lagan (2021: 13.834 Einwohner) und Gorodowikowsk (2021: 8.285 Einwohner). Weitere große Ortschaften ohne Stadtstatus sind Troizkoje (2021: 12.964 Einwohner), Jaschkul (2021: 7.763 Einwohner), Malyje Derbety (2021: 6.286 Einwohner), Sadowoje (2021: 5.775 Einwohner), Zagan Aman (2021: 5.578 Einwohner) und Prijutnoje (2021: 5.182 Einwohner).

## Bevölkerung

Ethno-linguistische Karte der Kaukasusregion und Kalmückiens

Die Kalmücken sind ein mongolisches Volk, das im frühen 17. Jahrhundert in das Gebiet der unteren Wolga gelangte und sich ansiedelte. Sie sind das einzige mehrheitlich buddhistische Volk in Europa. Bis zum Ende der Zarenzeit stellten sie eine deutliche Bevölkerungsmehrheit. In der Sowjetzeit wurden während der Regentschaft Stalins zahlreiche Slawen im dünn besiedelten Land angesiedelt. Nach der Deportation der Kalmücken und Russlanddeutschen in der Zeit des Zweiten Weltkriegs verblieben nur noch Slawen und Kaukasier. Nach dem Tod Stalins durften die überlebenden Kalmücken in ihre Heimat zurückkehren. Dennoch weist die Republik auch heute noch eine bedeutende slawische Bevölkerungsminderheit auf. Eine weitere bedeutende Minderheit sind die Mescheten (2010: 3675 Personen). Kleinere Volksgruppen innerhalb der Republik sind die Tataren (2021: 669 Personen), die Weißrussen (2021: 226 Personen) und Angehörige zahlreicher kaukasischer Völker. Nach dem Zerfall der Sowjetunion kehrten viele Zuwanderer in ihre Heimatregionen zurück. Deshalb sank die Einwohnerzahl von 1989 bis 2021 um 55.446 Personen oder 17,19 Prozent.
| Volksgruppe | VZ 1926 | VZ 1926 | VZ 1939 | VZ 1939 | VZ 1959 | VZ 1959 | VZ 1970 | VZ 1970 | VZ 1979 | VZ 1979 | VZ 1989 | VZ 1989 | VZ 2002 | VZ 2002 | VZ 2010 1 | VZ 2010 1 | VZ 2021 2 | VZ 2021 2 |
| Volksgruppe | Anzahl  | %       | Anzahl  | %       | Anzahl  | %       | Anzahl  | %       | Anzahl  | %       | Anzahl  | %       | Anzahl  | %       | Anzahl    | %         | Anzahl    | %         |
| --- | ------- | ------- | ------- | ------- | ------- | ------- | ------- | ------- | ------- | ------- | ------- | ------- | ------- | ------- | --------- | --------- | --------- | --------- |
| Kalmücken | 107.026 | 75,6 %  | 107.315 | 48,6 %  | 64.882  | 35,1 %  | 110.264 | 41,1 %  | 122.167 | 41,5 %  | 146.316 | 45,4 %  | 155.938 | 53,3 %  | 162.740   | 57,4 %    | 159.138   | 62,5 %    |
| Russen | 15.212  | 10,7 %  | 100.814 | 45,7 %  | 103.349 | 55,9 %  | 122.757 | 45,8 %  | 125.510 | 42,6 %  | 121.531 | 37,7 %  | 98.115  | 33,6 %  | 85.712    | 30,2 %    | 65.490    | 25,7 %    |
| Darginer | 0       | 0,0 %   | k. Ang. | ?,?%    | 608     | 0,3 %   | 4.961   | 1,9 %   | 8.590   | 2,9 %   | 12.878  | 4,0 %   | 7.295   | 2,5 %   | 7.590     | 2,6 %     | 7.205     | 2,8 %     |
| Kasachen | 193     | 0,1 %   | 2.711   | 1,2 %   | 8.550   | 4,6 %   | 7.095   | 2,7 %   | 6.132   | 2,1 %   | 6.277   | 1,9 %   | 5.011   | 1,7 %   | 4.948     | 1,7 %     | 4.376     | 1,7 %     |
| Tschetschenen | 0       | 0,0 %   | 10      | 0,0 %   | k. Ang. | ?,?%    | 4.791   | 1,8 %   | 8.100   | 2,8 %   | 8.239   | 2,6 %   | 5.979   | 2,0 %   | 3.343     | 1,2 %     | 2.802     | 1,1 %     |
| Awaren | 0       | 0,0 %   | k. Ang. | ?,?%    | 192     | 0,1 %   | 863     | 0,3 %   | 1.941   | 0,7 %   | 3.871   | 1,2 %   | 2.305   | 0,8 %   | 2.396     | 0,8 %     | 2.500     | 1,0 %     |
| Koreaner | 0       | 0,0 %   | 6       | 0,0 %   | 51      | 0,0 %   | 284     | 0,1 %   | 1.073   | 0,4 %   | 643     | 0,2 %   | 1.049   | 0,4 %   | 1.342     | 0,5 %     | 932       | 0,4 %     |
| Ukrainer | 14.606  | 10,3 %  | 1.127   | 0,5 %   | 1.589   | 0,9 %   | 3.346   | 1,3 %   | 3.706   | 1,3 %   | 4.069   | 1,3 %   | 2.505   | 0,9 %   | 1.531     | 0,5 %     | 551       | 0,2 %     |
| Deutsche | 2.603   | 1,8 %   | 4.150   | 1,9 %   | 1.547   | 0,8 %   | 5.212   | 1,9 %   | 5.509   | 1,9 %   | 5.586   | 1,7 %   | 1.643   | 0,6 %   | 1.071     | 0,4 %     | 543       | 0,2 %     |
| Andere | 1.954   | 1,4 %   | 4.551   | 2,1 %   | 4.089   | 2,2 %   | 8.420   | 3,1 %   | 11.799  | 4,0 %   | 13.169  | 4,1 %   | 12.570  | 4,3 %   | 18.808    | 6,5 %     | 11.226    | 4,4 %     |
| Einwohner | 141.594 | 100 %   | 220.684 | 100 %   | 184.857 | 100 %   | 267.993 | 100 %   | 294.527 | 100 %   | 322.579 | 100 %   | 292.410 | 100 %   | 289.481   | 100 %     | 267.133   | 100 %     |
| 1 5.790 Personen konnten keiner Volksgruppe zugeteilt werden. Diese Leute verteilen sich vermutlich anteilmässig gleich wie die ethnisch zugeschiedenen Einwohner. 212.370 Personen konnten keiner Volksgruppe zugeteilt werden. Diese Leute verteilen sich vermutlich anteilmäßig gleich wie die ethnisch zugeschiedenen Einwohner. |         |         |         |         |         |         |         |         |         |         |         |         |         |         |           |           |           |           |

Amtssprachen sind Kalmückisch und Russisch. Die Republik ist mit einem Schnitt von 3,7 Einwohner pro Quadratkilometer äußerst dünn besiedelt.

## Verwaltungsgliederung
Die Republik ist in 13 Rajons sowie einen Stadtkreis, den die Hauptstadt Elista bildet, gegliedert. Den Rajons sind insgesamt zwei Stadt- und 112 Landgemeinden unterstellt.
| [ A 1 ] | Name             | Name (russisch)        | Name (kalmückisch) | Einwohner | Fläche (km²) | Bevölkerungs- dichte (Ew./km²) | Stadt- bevölkerung | Land- bevölkerung | Verwaltungssitz | Anzahl Stadt- gemeinden | Anzahl Land- gemeinden | Lage |
| ------- | ---------------- | ---------------------- | ------------------ | --------- | ------------ | ------------------------------ | ------------------ | ----------------- | --------------- | ----------------------- | ---------------------- | ---- |
| I       | Elista           | Элиста                 | Элст               | 106.966   | 208          | 514                            | 103.053            | 3.913             |                 | 1                       | 4                      |      |
| 1       | Gorodowikowsk    | Городовиковский район  | Башнтан район      | 17.268    | 1.099        | 15,7                           | 9.480              | 7.788             | Gorodowikowsk   | 1                       | 6                      |      |
| 2       | Iki-Burul        | Ики-Бурульский район   | Ик Бурла район     | 11.065    | 6.363        | 1,7                            | –                  | 11.065            | Iki-Burul       | –                       | 13                     |      |
| 12      | Jaschalta        | Яшалтинский район      | Яшлтан район       | 16.676    | 2.416        | 6,9                            | –                  | 16.676            | Jaschalta       | –                       | 11                     |      |
| 13      | Jaschkul         | Яшкульский район       | Яшкулин район      | 14.519    | 11.669       | 1,2                            | –                  | 14.519            | Jaschkul        | –                       | 13                     |      |
| 11      | Justa            | Юстинский район        | Юстан район        | 10.312    | 7.996        | 1,3                            | –                  | 10.312            | Zagan Aman      | –                       | 7                      |      |
| 3       | Kettschenery     | Кетченеровский район   | Көтчнрә район      | 10.379    | 6.548        | 1,6                            | –                  | 10.379            | Kettschenery    | –                       | 9                      |      |
| 4       | Lagan            | Лаганский район        | Лаганя район       | 19.189    | 4.685        | 4,1                            | 13.770             | 5.419             | Lagan           | 1                       | 4                      |      |
| 5       | Malyje Derbety   | Малодербетовский район | Баһ Дөрвдә район   | 10.186    | 3.666        | 2,8                            | –                  | 10.186            | Malyje Derbety  | –                       | 6                      |      |
| 6       | Oktjabrski       | Октябрьский район      | Октябрин район     | 8.940     | 3.686        | 2,4                            | –                  | 8.940             | Bolschoi Zaryn  | –                       | 7                      |      |
| 7       | Prijutnoje       | Приютненский район     | Приютнин район     | 11.561    | 3.110        | 3,7                            | –                  | 11.561            | Prijutnoje      | –                       | 8                      |      |
| 8       | Sarpinski        | Сарпинский район       | Сарпан район       | 13.307    | 3.738        | 3,6                            | –                  | 13.307            | Sadowoje        | –                       | 9                      |      |
| 10      | Tschernosemelski | Черноземельский район  | Хар Һазра район    | 12.847    | 14.192       | 0,9                            | –                  | 12.847            | Komsomolski     | –                       | 8                      |      |
| 9       | Zelinny          | Целинный район         | Целинн район       | 19.951    | 5.258        | 3,8                            | –                  | 19.951            | Troizkoje       | –                       | 11                     |      |

Anmerkungen:
1. ↑  Nummer des Rajons/Stadtkreises (Rajons in alphabetischer Reihenfolge der Namen im Russischen)
2. ↑  Stadtkreis

## Politik
Vorsitzender der Exekutive ist das Oberhaupt Kalmückiens, welches von der Bevölkerung Kalmückiens gewählt wird. Bis 2010 war die Bezeichnung der Amtsträger in der Gouverneursfunktion der russischen Teilrepubliken Präsident, seitdem heißen sie auch in Kalmückien Oberhaupt. Die Legislative der Republik bildet der Kalmückische Volkschural; das Wort Chural bezieht sich auf die Kurultais im Mongolischen Reich, da die Kalmücken als Titularnation ein mongolisches Volk sind. Das Parlament wird in der Regel alle fünf Jahre neu gewählt.

## Wirtschaft
Die Republik ist überwiegend landwirtschaftlich geprägt. Einzig in der Hauptstadt Elista gibt es etwas Industrie.
Erdöl- und Erdgasvorkommen im Küstenbereich des Kaspischen Meers sind Ressourcen für Devisen.

## Nationalsport
Kirsan Iljumschinow, der Kalmückien von 1993 bis 2010 als Präsident regierte, bemühte sich um die Etablierung von Schach als kalmückischen Nationalsport. Bereits im Kindesalter werden Kinder im Schach unterrichtet, es ist in der Schule reguläres Schulfach.